# ニューヨークシティ・トランジット・オーソリティ
ニューヨークシティー・トランジット・オーソリティー（英：New York City Transit Authority）は、NYC Transit（NYCTA）の通称で知られるアメリカ合衆国ニューヨーク州の独立公益会社（公社）。ニューヨーク市の地下鉄とバスを運営している。NYC Transit Authorityはニューヨーク市政府の部局や外局ではなく、現在は同じく公共法人であるメトロポリタン・トランスポーテーション・オーソリティ（MTA）の関連法人である。ニューヨーク州公共法人法（the public authorities law）第5条第9項（New York City Transit Authority）の定めに従い、MTAの会長と執行役員がNYCTAの会長と執行役員を兼務する。
日本語では主にニューヨーク市都市交通局（ニューヨークし としこうつう きょく）と訳される。

## 運営する交通機関
- ニューヨーク市地下鉄　（MTA New York City Subway）
- ニューヨーク市バス　（MTA New York City Bus）

## 料金
地下鉄とローカルバスは1回2.75ドル。エクスプレスバスは1回6.50ドル。ただし、身長44インチ以下の子供3人までは、大人と一緒の場合に限り半額。2歳以下の子供が同伴する大人の膝の上に座る場合は無料。
MTAが発行するメトロカードで支払う。2003年5月までは専用のコイン「トークン」でも支払い可能だった。

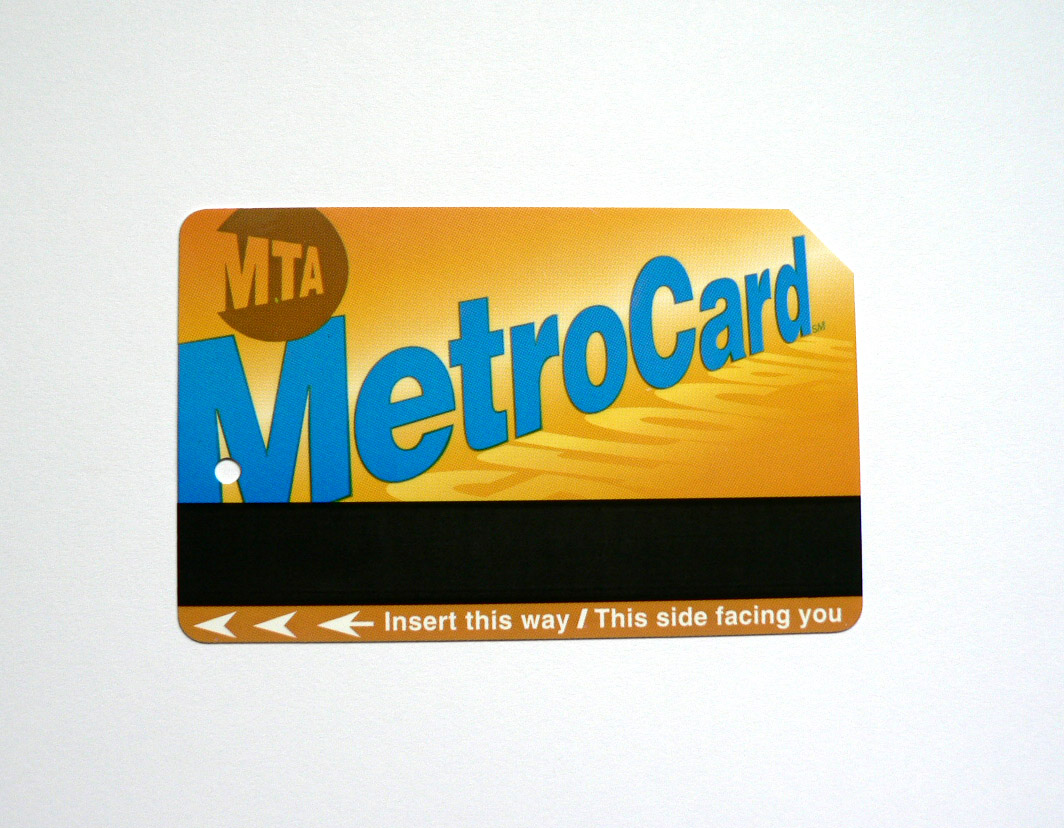
メトロカード